# Terry Dehere

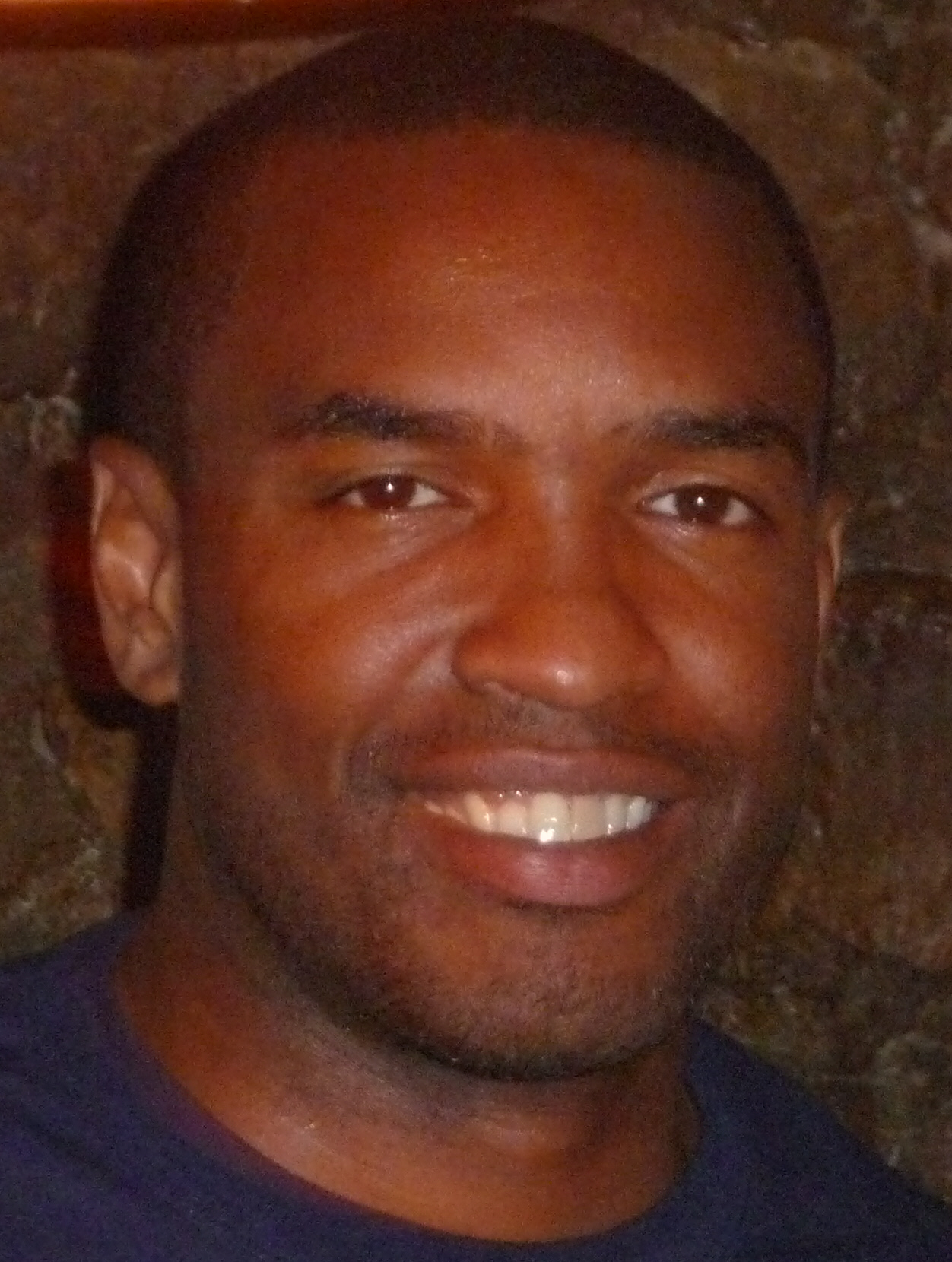
Dehere im Jahr 2008

Lennox Dominique Dehere, genannt Terry (* 12. September 1971) ist ein ehemaliger US-amerikanischer Basketballspieler.

## Laufbahn
Dehere wuchs in Jersey City im US-Bundesstaat New Jersey auf, ab 1985 spielte er an der Seite von Bobby Hurley für die Mannschaft der St. Anthony’s High School. Der 1,88 Meter große Aufbauspieler wechselte 1989 an die Seton Hall University und wurde dort innerhalb von vier Jahren laut Beschreibung der Hochschule einer der besten Sportler, die jemals das Seton-Hall-Trikot getragen haben. Bis 1993 war Dehere in jedem der vier Spieljahre bester Korbschütze der Mannschaft, seinen höchsten Wert erreichte er 1992/93 mit 22 Punkten je Begegnung. Er gab in dieser Saison auch statistisch 2,5 Korbvorlagen und holte 3,2 Rebounds pro Partie. Zweimal gewann Dehere mit Seton Hall den Meistertitel in der Big East Conference. Mit 2494 erzielten Punkten setzte er sich in der Bestenliste der Hochschulmannschaft auf den ersten Platz.
Die Los Angeles Clippers wählten Dehere beim Draftverfahren der NBA im Jahr 1993 aus und erhielten auf diese Weise die Rechte an dem Aufbauspieler. Sein früherer Mannschaftskamerad Hurley wurde im selben Jahr an siebter Stelle aufgerufen. Dehere spielte bis 1997 bei den Kaliforniern. Bis 1996 steigerte er seine statistischen Werte in einigen der wichtigen Kategorien Jahr für Jahr, in der Saison 1995/96 erzielte er im Schnitt 12,4 Punkte und gab 4,3 Vorlagen, die unmittelbar zu Korberfolgen von Mitspielern führten. An die Leistungen des Spieljahres 1995/96 konnte Dehere in den kommenden Jahren nicht anknüpfen. 1997/98 und in Teilen der Saison 1998/99 stand er bei den Sacramento Kings unter Vertrag. Ende Februar 1999 wurde er in Sacramento aus dem Aufgebot gestrichen, im März 1999 erhielt er von den Vancouver Grizzlies erst einen Vertrag über zehn Tage, Mitte April dann ein Arbeitspapier bis zum Saisonende.
Ende Dezember 1999 wurde er vom deutschen Bundesligisten Alba Berlin als Ersatz für seinen entlassenen Landsmann Frankie King verpflichtet. Dehere kam in 22 Bundesliga-Spielen für Berlin auf 17,2 Punkte pro Begegnung und verteilte je Einsatz ebenfalls drei Vorlagen mit anschließendem Korberfolg. Des Weiteren bestritt er in der EuroLeague acht Partien für die Mannschaft. In der Bundesliga schloss Dehere die Hauptrunde mit Berlin auf dem ersten Tabellenplatz ab, schaltete im Viertelfinale Brandt Hagen aus, in der Vorschlussrunde die Telekom Baskets Bonn und bezwang in der Endspielserie in überlegener Weise Bayer Leverkusen (3:0-Siege).
In der Saison 2001/02 spielte Dehere in seinem Heimatland für die North Charleston Lowgators (NBA Development League). Ihn zog es anschließend nach Jersey City zurück, wo er sich in die Lokalpolitik einbrachte und als Gastwirt beruflich tätig wurde. Bereits während seiner Spielerlaufbahn war Dehere beruflich auch im Immobilienwesen tätig. 2002 wurde er in die Sportleruhmeshalle der Seton Hall University aufgenommen.